# أسبارينا
بلدية أسبارينا (بالإسبانية: Aspárrena) هي بلدية تقع في مقاطعة ألافا التابعة لإقليم الباسك شمال إسبانيا.

## الديموغرافيا
يبلغ عدد سكان بلدية أسبارينا 1.684 نسمة عام 2011 (وفقاً للمعهد الوطني للإحصاء الإسباني).
| 1.541 | 1.561 | 1.594 | 1.606 | 1.578 | 1.644 | 1.684 |